# Caeconthobium parvulum
Caeconthobium parvulum är en skalbaggsart som beskrevs av Renaud Maurice Adrien Paulian 1984. Caeconthobium parvulum ingår i släktet Caeconthobium och familjen bladhorningar.
Artens utbredningsområde är Nya Kaledonien. Inga underarter finns listade.